# 大島明美
大島 明美（おおしま あけみ、1967年7月24日 - ）は、日本の女優である。本名は同じ。静岡県磐田市出身。加川事務所の預かり所属。

## 来歴・人物
- 中学在学中の15歳の時に、映画「ユッコの贈り物 コスモスのように」（1982年公開）のオーディションで、約2500人の応募者の中から主演に選ばれ、同作で女優デビュー[1]。他にもファッションショーのモデルを務めたこともある。現在も多岐にわたり女優として活動中。

## 略歴
- 身長：162 cm
- 体重：45 kg

## 出演

### テレビドラマ
- さわやか3組（NHK）
- ゲゲゲの女房（2010年、NHK）
- 非行女教師（日本テレビ）
- 青春はみだし刑事（日本テレビ）
- スケバン刑事（フジテレビ） - 山崎弘子役
- 私は女教師（テレビ朝日）
- 激闘!カンフーチェン（日本テレビ）
- 松本清張スペシャル・影の地帯（1993年、日本テレビ） - ミカ役
- 自治会長・糸井緋芽子 社宅の事件簿3（TBS） - 中尾瑶子役
- ハンチョウ〜警視庁安積班〜（TBS） - 武井友子役
- 女子少年院（テレビ朝日）